# Framboesi
Framboesi eller Yaws  är en tropisk infektionssjukdom som drabbar hud, ben, och leder och orsakas av spiroketen (en spiralformad bakterie) Treponema pallidum pertenue. Ordet framboesi kommer av franskans framboise, hallon. Symptomen börjar med en rundad, hård svullnad i huden som kan vara mellan två och fem centimeter stor. Mitten kan brista vilket leder till bildandet av ett ulcus. Denna ursprungliga lesion läker typiskt sett efter tre till sex månader. Efter en period mellan veckor till flera år förekommer ledvärk, bensmärta, fatigue (trötthet), och nya hudlesioner kan uppstå. Huden i handflatan och på undersidan av foten kan förtjockas och brytas upp. Ben, inklusive de i näsan kan utsättas för vanställningar. Efter fler än fem år med sjukdomen kan stora områden av hud gå i nekros (okontrollerad celldöd) vilket leder till ärrbildning.
Framboesi sprids vid direktkontakt med sårvätska från en drabbad individ. Denna kontakt sker typiskt sett icke-sexuellt. Sjukdomen är vanligast bland barn då den sprids mellan barnen då de leker. Andra relaterade treponema-orsakade sjukdomar är bejel (Treponema pallidum endemicum), pinta (Treponema pallidum carateum), och syfilis (Treponema pallidum pallidum). Framboesi diagnosticeras ofta på utseendet av såren eller lesionerna. Blodprov efter antikroppar kan även användas, men kan inte skilja en pågående infektion från en tidigare infektion. PCR, där man söker efter DNA från bakterien, är den mest tillförlitliga diagnosmetoden.
Prevention sker genom att bota de med sjukdomen och på så sätt minska risken att den sprids mellan människor. I grupper där sjukdomen är vanlig kan det vara effektivt att behandla hela befolkningen. Att förbättra hygien och renhållning minskar också spridningen. Behandling sker typiskt sett med antibiotika, bland annat typerna: azitromycin taget oralt eller benzatinpenicillin via injektion. Om ingen behandling sker uppkommer fysiska vanställningar i 10 % av fallen.
Framboesi var vanligt i åtminstone 14 tropiska länder (data från 2012). Sjukdomen är enbart känd hos människor. Storskaliga behandlingskampanjer mot alla de tre treponematoserna (framboesi, bejel och pinta) under 1950- och 1960-talen minskade den globala prevalensen av framboesi drastiskt, men sedan dess har sjukdomen kommit tillbaka. Den senaste beräkningen av antalet infekterade var över en halv miljon år 1995. Världshälsoorganisationen (WHO) inledde 2012 en kampanj för att utrota framboesi och förhoppningen är att sjukdomen skall vara utrotad år 2020. Indien är ett land där utrotningskampanjen varit framgångsrik, med det senaste dokumenterade fallet 2006.
En av de allra första beskrivningarna av framboesi är från 1679 av Willem Piso, och arkeologiska fynd har påvisat sjukdomen hos människor så långt tillbaks som för 1,6 miljoner år sedan.